# Narciso Mendoza, Veracruz
Narciso Mendoza är en ort i Mexiko.   Den ligger i kommunen Uxpanapa och delstaten Veracruz, i den sydöstra delen av landet, 600 km öster om huvudstaden Mexico City. Narciso Mendoza ligger 86 meter över havet och antalet invånare är 230.
Terrängen runt Narciso Mendoza är platt åt sydväst, men åt nordost är den kuperad. Runt Narciso Mendoza är det ganska glesbefolkat, med 29 invånare per kvadratkilometer. Närmaste större samhälle är Poblado 10, 14,8 km sydväst om Narciso Mendoza. I omgivningarna runt Narciso Mendoza växer i huvudsak städsegrön lövskog.